# Giuseppe Delfino
Giuseppe Delfino (* 22. listopadu 1921 Turín – 10. srpna 1999 Palazzo Canavese, Itálie) byl italský sportovní šermíř, který se specializoval na šerm kordem. Itálii reprezentoval v padesátých a šedesátých letech. Na olympijských hrách startoval v roce 1952, 1956, 1960 a 1964 v soutěži jednotlivců a družstev. V roce 1960 vybojoval zlatou olympijskou medaili v soutěži jednotlivců, kterou navázal na stříbrnou olympijskou medaili z roku 1956. V roce 1959 obsadil třetí místo v soutěži jednotlivců na mistrovství světa. S italských družstvem kordistů dominoval v padesátých letech mezinárodním soutěžím družstev. V roce 1952, 1956 a 1960 vybojoval s družstvem zlatou olympijskou medaili a v roce 1964 přidal stříbrnou olympijskou medaili. S družstvem získal celkově šest titulů mistra světa.